# Emma Djédjé
Emma Djédjé est une joueuse de handball de Côte d'Ivoire. 

## Clubs
- Rombo Sports

## Palmarès
- L'équipe nationale féminine de Côte d'Ivoire a été finaliste de la CAN en 2008.